# Helihana
Helihana ist eine unbewohnte, indonesische Insel im Timorarchipel (Kleine Sundainseln). 
Helihana liegt vor der Südwestspitze der Insel Roti. Südlich liegt die Insel Pamana. Sie gehört zum Regierungsbezirk (Kabupaten) Rote Ndao in der Provinz Ost-Nusa Tenggara.